# 6533-as mellékút (Magyarország)
A 6533-as számú mellékút egy bő tizenkét kilométer hosszú, négy számjegyű mellékút Tolna vármegyében; Bonyhád városát köti össze a 65-ös főúttal.

## Nyomvonala
A 65-ös főútból ágazik ki, annak 10+350-es kilométerszelvénye táján, Zomba központjában. Fő tér néven délnyugat felé indul, de alig 100 méter után dél-délkeleti irányba fordul, és Kossuth Lajos utca néven halad tovább. A folytatásban kisebb irányváltásai vannak, és 1,7 kilométer megtétele után, dél felé húzódva elhagyja a település belterületét. 4,1 kilométer után éri el Paradicsompuszta településrészt, ott egy rövid időre nyugatnak fordul, de a 4+450 közelében újra délnek veszi az irányt, illetve kiágazik belőle nyugat felé a 6536-os út.
4,9 kilométer megtételét követően lép át Bonyhád területére, ott több irányváltása van, de ezután is jobbára délnek halad. 7,6 kilométer után (ahol éppen délnyugati irányt követ) kiágazik belőle észak felé egy számozatlan alsóbbrendű bekötőút a városközponttól körülbelül 8 kilométerre északra fekvő Tabódszerdahely városrészre. 10,6 kilométer után pedig délkelet felé ágazik ki egy alsóbbrendű bekötőút, Erdőtelek településrész felé. A 6535-ös útba betorkollva ér véget, annak 2+900-as kilométerszelvénye közelében, Bonyhád központjának északi részeitől bő fél kilométerre északra.
Teljes hossza, az országos közutak térképes nyilvántartását szolgáló kira.gov.hu adatbázisa szerint 12,096 kilométer.